# 蒙马尼
蒙马尼（法語：Montmagny，法語發音：[mɔ̃maɲi] ⓘ）是法国法蘭西島大區瓦兹河谷省的一个市镇，位于该省东部，属于萨塞勒区。

## 地理
蒙马尼（48°58'25"N, 2°20'45"E）面积2.91 平方千米，位于法国法蘭西島大區瓦兹河谷省，该省份为法国北部内陆省份，北起瓦兹省，西接厄尔省，南至塞纳-圣但尼省、上塞纳省和伊夫林省，东临塞纳-马恩省。
与蒙马尼接壤的市镇（或旧市镇、城区）包括：格罗莱、塞纳河畔埃皮奈、维勒塔讷斯、德伊-拉巴尔、萨塞勒、圣但尼。

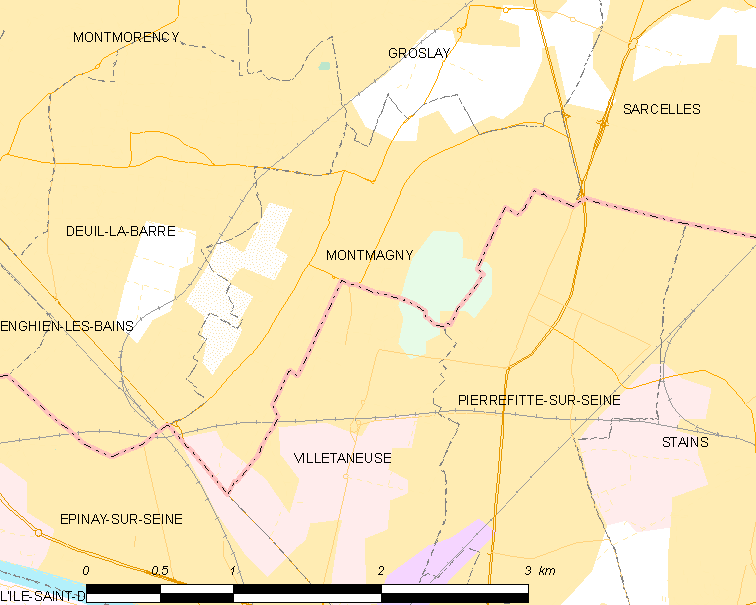
蒙马尼的OSM定位图

蒙马尼的时区为UTC+01:00、UTC+02:00（夏令时）。

## 行政
蒙马尼的邮政编码为95360，INSEE市镇编码为95427。

## 政治
蒙马尼所属的省级选区为德伊-拉巴尔县。

## 人口

1962-2008年间蒙马尼人口变化图示

蒙马尼于2022年1月1日时的人口数量为14632人。